# Cryptamorpha macleayi
Cryptamorpha macleayi is een keversoort uit de familie spitshalskevers (Silvanidae). De wetenschappelijke naam van de soort werd in 1892 gepubliceerd door Thomas Blackburn.